# Bombylius morosus
Bombylius morosus är en tvåvingeart som beskrevs av Meijere 1913. Bombylius morosus ingår i släktet Bombylius och familjen svävflugor. Inga underarter finns listade i Catalogue of Life.